# يوجي ساكاي
يوجي ساكاي (باليابانية: 堺 陽二) (مواليد 13 ديسمبر 1977)، هو لاعب كرة قدم ياباني سابق كان يلعب كمهاجم.

## وصلات خارجية
- يوجي ساكاي على موقع رابطة كرة القدم اليابانية للمحترفين (اليابانية)